# Снежный (Челябинская область)
Сне́жный — посёлок в Карталинском районе Челябинской области России. Административный центр Снежненского сельского поселения.

## География
Посёлок находится на берегу реки Яндырка, на расстоянии 52 км к юго-западу от города Карталы, административного центра района.

## Население
| 2002 | 2010  |
| ---- | ----- |
| 1407 | ↘1132 |

### Половой состав
По данным Всероссийской переписи, в 2010 году численность населения посёлка составляла 1132 человека (524 мужчины и 608 женщин).

## Улицы
| - ул. Аэропорт, - ул. Зелёная, - ул. Комсомольская, - пер. Комсомольский, - ул. Кооперативная, - ул. Лесная, | - ул. Малая, - ул. Молодёжная, - ул. Новосёлов, - пер. Почтовый, - ул. Профсоюзная, - ул. Рабочая, | - ул. Садовая, - пер. Садовый, - ул. Снежная, - ул. Советская, - пер. Советский, - ул. Степная, | - ул. Строительная, - ул. Центральная, - ул. Черёмушки, - пер. Школьный, - ул. Шоссейная. |